# Lee Shulman
Lee S. Shulman (ur. 28 czerwca 1938 w Chicago, zm. 30 grudnia 2024) – amerykański psycholog.

## Życiorys
Ukończył studia licencjackie, magisterskie i doktorskie na University of Chicago w latach odpowiednio 1959, 1960 i 1963. Od 1963 do 1982 roku wykładał na Uniwersytecie Stanu Michigan, został następnie profesorem Uniwersytetu Stanforda. W latach 1984–1985 przewodził American Educational Research Association, a w latach 1997–2008 pełnił funkcję prezesa Carnegie Foundation for the Advancement of Teaching.
Laureat E. L. Thorndike Award (1995) oraz Grawemeyer Award (2006). Należał do Amerykańskiej Akademii Sztuk i Nauk.